# Péritoine
- cavité péritonéale

 (octobre 2014).

Coupe sagittale du péritoine chez la femme.
Légende :
1 : diaphragme
2 : foie
3 : estomac
4 : vessie
5 : os pubien
6 : vagin
7 : pancréas
8 : duodénum
9 : côlon transverse
10 : intestin grêle
11 : utérus
12 : rectum
cavité péritonéale

Le péritoine est une membrane séreuse continue, d'une surface estimée à un mètre carré chez l'être humain, formée par une couche simple de cellules épithéliales, qui tapisse l'abdomen, le pelvis et les viscères, délimitant l'espace virtuel de la cavité péritonéale.
Il comprend deux feuillets en continuité l'un avec l'autre (cette précision est importante pour bien comprendre ce qu'est un organe rétropéritonéal, péritonisé et intrapéritonéal) :
- le péritoine viscéral (qui tapisse l'extérieur des organes) ;
- le péritoine pariétal (qui tapisse la face interne des parois de l'abdomen) ;
- entre les deux feuillets se trouve la cavité péritonéale.

Tous les animaux vertébrés ont un péritoine.

## Description
Toutes les portions du tube digestif et les organes sont enveloppés antérieurement et postérieurement par le feuillet viscéral. Le feuillet antérieur rejoint à chaque fois le feuillet postérieur. Nous décrivons ici le péritoine segment par segment, de haut en bas.

### Au niveau de l'œsophage abdominal
Il traverse le diaphragme par le hiatus œsophagien au niveau de la 10e vertèbre thoracique (Th10). Le feuillet viscéral rejoint à droite le foie et le petit épiploon, à gauche la grosse tubérosité de l'estomac et le méso-œsophage dorsal, en haut le fascia infra-diaphragmatique via le péritoine pariétal supérieur, et en bas l'estomac.
Certaines zones se densifient avec les fascias supra et infra-diaphragmatique pour former respectivement le ligament phrénico-œsophagien supérieur et inférieur (bandelettes de Leimer). Le feuillet viscéral qui recouvre l'œsophage abdominal se continue par le feuillet pariétal supérieur qui recouvre le fascia infra-diaphragmatique.

### Au niveau de l'estomac
En nomenclature internationale, les épiploons (petit et grand) sont appelés omentums. Le feuillet viscéral rejoint à droite le petit épiploon (petit omentum), à gauche l'épiploon gastro-splénique, le mésogastre dorsal, en haut le méso-œsophage dorsal, en bas le grand épiploon.
Le grand épiploon (grand omentum) est formé de quatre couches de feuillet viscéral : le feuillet de la face antérieure de l'estomac descend pour remonter à la face postérieure du pancréas, le feuillet de la face postérieure de l'estomac descend pour remonter à la face antérieure du pancréas puis revient à la face postérieure de l'estomac et forme ainsi la bourse omentale ou arrière-cavité des épiploons (ACE) et le grand épiploon. Le petit épiploon est formé de deux couches de feuillet viscéral : les feuillets des faces antérieure et postérieure de l'estomac ; ils se rejoignent et entourent ainsi le hile du foie. Le petit épiploon est divisé en trois portions : la pars vasculosa qui contient le hile du foie, la pars flacida qui part de la petite courbure de l'estomac, la pars condensa qui part de l'œsophage abdominal.
Certaines zones se densifient pour former des ligaments. Le ligament phrénico-gastrique relie l'estomac et l'apex de l'arrière-cavité des épiploons au fascia sous-diaphragmatique. Le prolongement droit de l'ACE relie l'estomac, l'angle du côlon hépatique et le grand épiploon au fascia sous-diaphragmatique au niveau de K10. Le prolongement gauche de l'ACE relie l'estomac, l'angle du côlon splénique et le grand épiploon au fascia sous-diaphragmatique au niveau de K8. Ces prolongements sont également composés de quatre feuillets, les mêmes que pour le grand épiploon. La portion médiane du prolongement droit de l'ACE porte le nom de sustentaculum lienis. La portion du grand épiploon qui passe par-dessus le côlon transverse se densifie avec le mésocôlon transverse pour former le ligament gastro-colique. Ce ligament relie ainsi la grande courbure de l'estomac au côlon transverse.

### Au niveau de la rate
La rate est totalement péritonisée par le feuillet antérieur qui provient de l'estomac. Le feuillet viscéral rejoint : à droite l'épiploon gastro-splénique et pancréatico-splénique plus postérieurement ; il est libre à gauche ; en haut il rejoint le méso-œsophage ; il est libre en bas ou en contact direct avec le sustentaculum lienis.
La rate présente trois ligaments par densification : le ligament spléno-phrénique qui relie l'apex de la rate au fascia sous-diaphragmatique, le ligament spléno-rénal qui la relie à la capsule rénale gauche et le ligament spléno-colique qui relie la face antérieur de la rate et l'angle colique.

### Au niveau du duodénum
Globalement le duodénum encadre la tête du pancréas latéralement à droite. De ce fait, la face qui est en contact avec le pancréas n'est pas recouverte de feuillet viscéral. Ainsi le feuillet postérieur rejoint le feuillet antérieur à gauche mais à droite ceux-ci se continuent respectivement sur la face antérieure et postérieure de la tête du pancréas. On peut ainsi considérer que le pancréas est dans le mésoduodénum.
Puis en considérant le duodénum en six portions on peut définir les rapports suivant pour le feuillet viscéral.
Au niveau du bulbe et de D1 : à droite le feuillet de D1 ; à gauche le feuillet de l'estomac puis le mésoduodénum ; en haut le petit épiploon et le ligament cystico-duodénal qui est en fait l'extrémité droite du petit épiploon ; en bas le feuillet de la tête du pancréas.
Au niveau de D2 : il est libre à droite ; à gauche le feuillet de la tête du pancréas puis le mésoduodénum ; en haut le feuillet de genu superius ; en bas le feuillet de D3.
Au niveau de D3 : il est libre à droite ; à gauche le feuillet de D4 ; en haut le feuillet de D2 et de D4 puis le mésoduodénum ; il est libre en bas.
Au niveau de D4 : à droite le feuillet de la tête du pancréas puis le mésoduodénum ; à gauche il est libre ; en haut le feuillet de l'angle duodéno-jéjunale ; en bas le feuillet de D3.
Au niveau de l'angle duodéno-jéjunal (angle de Treitz) : il est libre à droite et à gauche ; en haut il reçoit l'insertion du muscle de Treitz ce qui le relie au pilier gauche du diaphragme et au tronc artériel cœliaque ; en bas le feuillet de D4.
Le feuillet antérieur pancréatico-duodénal qui a subi un enroulement horaire, se décale dans le plan sagittal pour donner un passage au mésocôlon transverse. Ainsi le bulbe, D1 et D2 se trouve en arrière du côlon transverse et D4 et l'angle duodéno-jéjunal en avant et D3 dans le même plan. De ce fait, la racine du mésocôlon transverse est reliée à l'angle duodéno-jéjunale et à la partie distale de D2. La racine du mésentère passe verticalement par D3. De ce fait une très petite portion du mésentère est en rapport avec la portion inféro-latérale gauche du feuillet viscéral pancréatico-duodénale.
La disposition de la racine du mésocôlon transverse, due à la rotation anti-horaire de 270° et différents replis, forme à gauche et en arrière de l'angle duodéno-jéjunal la fossette duodéno-jéjunale. L'entrée de cette fosse est délimitée par l'arc vasculaire de Treitz à gauche, l'angle duodéno-jéjunal à droite, la faux duodénale supérieure en haut et la faux duodénale inférieure en bas. Cette fosse communique avec le PPP (péritoine pariétal postérieur) en arrière, la fossette supra-duodénale en haut, la fossette infra-duodénale en bas.
Le feuillet viscéral pancréatico-duodénal postérieur est plaqué contre le PPP et forme le fascia de Treitz. Antérieurement, c'est le prolongement de l'ACE droite qui vient se plaquer contre le feuillet antérieur du duodénum et forme le fascia pré-pancréatique sus-mésocolique. Latéralement et postérieurement, il y a une densification depuis l'angle hépatique qui porte le nom de ligament cystico-duodéno-colique. La racine du mésocôlon transverse est reliée, depuis l'angle duodéno-jéjunal à l'artère mésentérique supérieure, au PPP puis se continue sur le feuillet antérieur de la tête du pancréas et forme le fascia pré-pancréatique sous-mésocolique.

### Au niveau du pancréas: le fascia de Treitz
Pour la tête du pancréas, il faut se référer à ce qui a été décrit plus haut. Par rapport à la queue du pancréas : sa partie médiale se trouve dans le mésoduodénum, ainsi certains auteurs considèrent cette portion en position rétro-péritonéale ; l'extrémité de la queue est normalement péritonisé.
Le feuillet viscéral la rejoint : à droite le PPP et la racine du mésocôlon transverse ; à gauche l'épiploon pancréatico-splénique ; en haut le mésogastre, le feuillet antérieur rejoint l'apex de l'ACE ; en bas le feuillet postérieur et antérieur rejoignent le grand épiploon au niveau du ligament gastro-colique.
Le feuillet viscéral postérieur est plaqué contre le PPP et forme le fascia de Treitz rétro-pancréatique.

### Au niveau du foie et de la vésicule biliaire
Le foie est enveloppé d'une capsule fibreuse (capsule de Glisson) puis de péritoine viscéral. Sa face postérieure est incomplètement accolée au fascia sous-diaphragmatique. La zone d'accolement porte de nom de zone nue du foie (ZNF). Elle est limitée par les ligaments coronaire et triangulaire et répond à la zone nue du diaphragme (ZND). La ZNF communique avec l'ombilic via le ligament falciforme qui débute en haut et à gauche de la veine sus-hépatique gauche, s'insère sur la xiphoïde via le fascia du muscle transverse puis descend vers le nombril en passant entre le lobe droit et gauche du foie où il fusionne avec le ligament rond puis il longe en regard de la ligne blanche. On peut le considérer comme le mésentère hépatique antérieur. En remontant le ligament rond jusqu'à la veine portale, on retrouve la ZNF via la fissure pour le ligament veineux qui résulte de l'obturation du ductus venosus (canal d'Ariantius). La veine cave entre en contact direct avec le foie au niveau de la ZNF et est maintenue contre sa face postérieure par le ligament de la veine caudale.
Le feuillet viscéral rejoint le péritoine pariétal sauf en bas ou il rejoint le petit épiploon. La vésicule biliaire n'a pas de feuillet viscéral, elle est extra-capsulaire et incluse dans le feuillet du foie.
Le foie présente un ligament par densification : le ligament hépato-rénal qui relie le foie à la capsule surrénale droite.

### Au niveau du jéjunum et de l'iléon
Les anses du jéjunum ont une disposition plus ou moins horizontale alors que les anses de l'iléon sont plutôt verticales. L'intestin grêle est suspendu à la racine du mésentère via le feuillet viscéral. Cette racine s'insère de l'angle duodéno-jéjunal au cæcum en décrivant un S italique passant verticalement par L3. Le mésentère comporte l'artère mésentérique supérieure, ce qui forme la faux de l'artère mésentérique supérieure qui forme à son tour la fosse mésentérico-pariétale. Au niveau de la jonction iléo-cæcale, on retrouve les faux ilio-cæcale inférieure et supérieure formées respectivement par les artères cæcales postérieure et antérieure qui forment respectivement à leur tour les fosses iléo-cæcales inférieures et supérieures. Lors de la formation du côlon ascendant, l'appendice est venu s'implanter dans le mésentère avec ses vaisseaux pour former le mésentériole de l'appendice vermisiforme.
À moins d'un mètre de la jonction ilio-cæcale, on peut trouver le diverticule de Meckel. Il est évidemment recouvert de péritoine viscéral.

### Au niveau du cæcum
Le feuillet viscéral qui enveloppe le cæcum : est libre à droite ; rejoint à gauche le mésentériole de l'appendice vermisiforme et le feuillet de l'iléon ainsi que se racine mésentérique ; rejoint en haut le feuillet du côlon ascendant et le fascia de Told droit ; est libre en bas.
L'extrémité distale du cæcum est donc libre. La partie proximale présente deux ligaments par densification comme se continue vers le haut par le fascia de Told droit. Ce sont les ligaments pariéto-cæcaux interne et externe. Ces ligaments sont un lien avec le fascia iliaca et délimitent la fosse cæcale

### Au niveau du côlon ascendant
Le feuillet viscéral : est libre à droite et à gauche ; en haut il rejoint le feuillet de l'angle hépatique ; en bas le feuillet du cæcum. Le mésocôlon ascendant rejoint la racine du mésentère.
Le feuillet viscéral postérieur est plaqué contre le PPP et forme le fascia de Told droit.

### Au niveau de l'angle hépatique
Le feuillet viscéral : est libre à droite, en haut et partiellement à gauche puisqu'il rejoint caudalement le feuillet du côlon transverse droit ; en bas il rejoint le feuillet du côlon ascendant.
L'angle hépatique est relié au fascia sous-diaphragmatique via le prolongement droit de l'ACE. Cette portion porte le nom de ligament phrénico-colique droit.

### Au niveau du côlon transverse
Le côlon transverse peut être considéré en deux portions : droite et gauche. L'aorte fait office de limite. Idem pour la racine du mésocôlon transverse. La portion droite s'insère et relie l'angle duodéno-jéjunal et à la partie distale de D2 en passant par la tête du pancréas. Cet accolement forme en dessous le fascia pré pancréatique sous-mésocolique. La portion gauche de la racine s'insère au niveau de la paroi pariétale postérieure. Cette disposition de la racine qui décale le duodénum dans le plan sagittal forme la fossette duodéno-jéjunale.
Le feuillet viscéral rejoint : à droite l'angle hépatique ; à gauche l'angle splénique ; en haut le grand épiploon ; en bas il est libre.
Une zone se densifie pour former le ligament gastro-colique. Il résulte du contact entre le feuillet supérieur de la racine du mésocôlon transverse avec les deux feuillets inférieurs du grand épiploon.

### Au niveau de l'angle splénique
Le feuillet viscéral : est libre à gauche, en haut et partiellement à droite puisqu'il rejoint caudalement le feuillet du côlon transverse gauche ; en bas il rejoint le feuillet du côlon ascendant.
L'angle splénique est relié au fascia sous-diaphragmatique via le sustentaculum lienis (qui est en fait une portion du prolongement gauche de l'ACE). Cette portion porte le nom de ligament phrénico-colique gauche. Cette configuration permet de considérer un lien entre la rate et l'angle colique : le ligament spléno-colique.

### Au niveau du côlon descendant
Le feuillet viscéral : est libre à droite et à gauche ; en haut il rejoint le feuillet de l'angle splénique ; en bas le feuillet du côlon iliaque. Le mésocôlon descendant rejoint la racine primaire du mésocôlon sigmoïde en bas et se continu par la PPP en haut.
Le feuillet viscéral postérieur est plaqué contre le PPP et forme le fascia de Told gauche.
Il existe parfois un ligament qui relie le fascia iliaca via le PPP et la portion distal du côlon iliaque : le ligament colo-iliaque.

### Au niveau du côlon iliaque
Le feuillet viscéral rejoint : à droite la racine secondaire du mésocôlon sigmoïde puis le feuillet du côlon sigmoïde ; à gauche il est libre ; en haut le feuillet du côlon descendant ; en bas il est libre.  
En haut il est plus large qu'en bas.

### Au niveau du sigmoïde
Le feuillet viscéral : il est libre à droite et à gauche ; en haut il rejoint le feuillet du côlon iliaque ; en bas le feuillet du rectum abdominal. La racine du mésocôlon sigmoïde est, de par la disposition anatomique du côlon sigmoïde, composée de deux racines : une primaire et une secondaire. La racine primaire est dans la continuité de la racine du mésocôlon descendant et la racine du mésorectum abdominal tandis que la secondaire est dans l'axe de l'artère mésentérique inférieure et dans la continuité de la racine du mésocôlon iliaque. Ces deux racines délimitent la fosse sigmoïde.
Il existe parfois un ligament qui relie la trompe utérine gauche au côlon sigmoïde : le ligament infundibulo-colique.

### Au niveau du rectum abdominal
Le feuillet viscéral : il est libre à droite et à gauche ; en haut, il rejoint le feuillet du côlon sigmoïde ; en bas, son feuillet change de direction pour former le péritoine pariétal inférieur qui recouvre les organes pelviens. Ce dernier participe à la formation des loges pelviennes. Ainsi, en avant du rectum, le fond du cul-de-sac de Douglas est relié au septum recto-génital (l'aponévrose de Denonvilliers (prostate et noyau fibreux central) ou à la lame recto-vaginale). Latéralement au rectum, les fonds des culs-de-sac latéro-rectaux sont reliés aux lames sacro-recto-génito-pubiennes. En arrière du rectum, le mésorectum abdominal est en lien avec le fascia rétro-rectal.

### Arrière-cavité des épiploons
L'arrière-cavité des épiploons (ou bourse omentale) est une bourse ouverte à droite en regard de la veine cave inférieure. Son orifice porte le nom d'hiatus de Winslow ou foramen épiploïque. Il est triangulaire à base supérieure à la coupe sagittale. Il est limité antérieurement par le ligament cystico-duodénal, postérieurement par le PPP, céphaliquement par le péritoine hépatique.
Puis, il y a le vestibule, à la gauche de l'hiatus, qui est également triangulaire à base supérieure à la coupe sagittale. Il est limité antérieurement par le petit épiploon, postérieurement par le PPP, céphaliquement par le péritoine hépatique. Le vestibule comporte un prolongement qui remonte en arrière du foie, c'est le diverticule du vestibule.
En regard de l'aorte, le diamètre du vestibule diminue céphalo-caudalement, c'est le foramen boursae omentalis. Cet orifice est ovale tronqué antérieurement et à grand diamètre antério-postérieur. Il est limité antérieurement par le péritoine de l'estomac, céphaliquement par la faux de l'artère gastrique gauche et caudalement par la faux de l'artère hépatique commune.
La bourse omentale est donc en arrière de l'estomac en haut et porte le nom de poche rétro-gastrique. La bourse se continue virtuellement en bas entre la deuxième et troisième couche du feuillet viscéral du grand épiploon et porte le nom de bourse épiploïque. La limite entre le haut et le bas se situe au niveau du ligament gastro-colique.

### Péritoine pariétal inférieur

#### Chez l'homme
D'arrière en avant, depuis la jonction avec l'aponévrose de Denonvilliers, le feuillet pariétal fait un pli au-dessus de l'uretère puis remonte pour recouvrir la face supérieure de la vessie. Cette portion porte le nom de gaine allantoïdienne. Puis le feuillet remonte le long de l'ouraque. Latéralement à la vessie, il forme les culs-de-sac latéro-vésicaux.
Les gonades, initialement indifférenciées sont reliées par le ligament suspenseur cranial (LSC) au mur abdominal postérieur alors que le gubernaculum connecte le futur testicule au futur anneau inguinal. Lors de la descente du testicule dans le scrotum guidé par le gubernaculum testis qui se masculinise sous l'effet de la testostérone (futur ligament scrotal), il se forme à partir du péritoine le processus vaginal. Ce dernier accompagne le testicule puis s'obture pour ne laisser qu'un vestige. Le testicule est alors enveloppé antérieurement par du péritoine qui porte le nom de vaginale du testicule.

#### Chez la femme
D'arrière en avant, depuis la jonction avec la lame recto-vaginale, le feuillet pariétal remonte pour recouvrir l'utérus puis il redescend pour former le cul de sac inter-vésico-utérin. Ensuite il remonte pour recouvrir la face supérieure de la vessie. Cette portion porte le nom de gaine allantoïdienne. Puis le feuillet remonte le long de l'ouraque. Latéralement à la vessie, il forme les culs-de-sac latéro-vésicaux.
Latéralement à l'utérus, le péritoine se plisse au-dessus des uretères, des ligaments utéro-sacrés ainsi qu'au-dessus des annexes utérins pour former le ligament large. D'arrière en avant, depuis le pli de l'uretère, le feuillet pariétal remonte à la face postérieure du paramètre. Puis il revient quasi horizontalement en arrière pour revenir en avant en enveloppant le ligament ovarien et l'ovaire. Puis il remonte pour envelopper la trompe utérine et son pavillon. Le feuillet pariétal fait le pourtour du pavillon de la trompe utérine (de Fallope) et forme ainsi l'ostium abdominal. Puis il redescendant et remonte pour envelopper le ligament rond. Enfin il redescend pour recouvrir la face antérieure du paramètre. Tous ces replis forment des mésos : le mésométrium se trouve au-dessus du paramètre ; le mésovarium est la portion qui rejoint le ligament ovarien et l'ovaire ; le mésosalpinx est la portion qui rejoint la trompe utérine et son pavillon. La portion qui rejoint le ligament rond porte le nom d'aileron antérieur.

### Situation des organes
Il arrive que certains livres d'anatomie qualifient certains organes comme l'estomac, le côlon ou la rate d'intrapéritonéaux ; ceci peut mener à la confusion. Le terme intra-péritonéal dans ce cas ne signifie pas à l'intérieur de la cavité péritonéale, c'est tout simplement un abus de langage. La situation peut être considérée comme si ces organes étaient invaginés dans un sac clos et non pas enfermés, le péritoine ne faisant que recouvrir ces organes. Enroulés dans ce sac, ils sont dits péritonisés.
Les trompes utérines (de Fallope) et l'utérus sont sous-péritonéaux (c'est-à-dire en dessous du sac fermé que constitue le péritoine). Les ovaires, eux, sont à la fois intra-péritonéaux et sous-péritonéaux, c'est-à-dire qu'ils sont dans le péritoine à leur partie supérieure et sous les deux feuillets à leur partie inférieure. L'ovaire traverse donc les deux feuillets.
Quant aux organes rétro-péritonéaux, ou encore extra-péritonéaux, ils sont situés hors de la cavité péritonéale ou en arrière du péritoine pariétal (par exemple les reins).

#### Organes péritonisés
- Estomac
- Portion mobile du duodenum (1/3 D1)
- Foie (sa nature péritonéale n'est pas claire, car il est seulement couvert de péritoine sur ses faces antérieure, inférieure et latérale)
- Tiers supérieur du rectum tapissé par le péritoine
- Pylore
- Jéjunum
- Iléon
- Appendice
- Rate
- Côlon transverse et côlon sigmoïde
- Ovaires (unique organe intra-péritonéal « vrai », n'étant pas simplement entouré de péritoine mais reposant réellement dans la cavité péritonéale)

#### Organes sous péritonéaux
- Vessie
- Chez la femme
  - Trompes utérines
  - Utérus

#### Organes rétro péritonéaux
- Vésicule biliaire
- Canaux biliaires
- Pancréas (accolé au péritoine)
- Certaines parties du système digestif :
  - Portion fixe du duodenum : 2/3 de la portion D1, D2, D3 et D4
  - Rectum (dans ses deux tiers inférieurs)
  - Côlon : pour les portions ascendante et descendante
- Gros vaisseaux abdominaux
  - Aorte
  - Veine cave inférieure
- Surrénales
- Reins
- Uretères

## Fonctions
Le péritoine a plusieurs fonctions : maintenir les organes en place afin qu'ils ne se précipitent pas vers le bassin ou bougent avec les mouvements de l'individu ; servir de structure porteuse aux vaisseaux et nerfs des organes ; assurer  le glissement harmonieux des viscères grâce à une mince lame lubrifiante qu'il contient. Ce liquide péritonéal existe en quantité minime chez le sujet sain, (l'ascite est un symptôme lié à une accumulation de liquide péritonéal).
Dans le cas de traitement par dialyse péritonéale, la propriété de perméabilité de la membrane péritonéale est utilisée afin d'évacuer les déchets du métabolisme de l'organisme.

## Embryogenèse
Lors de la plicature transversale du disque tridermique, la vésicule vitelline (ou lécithocèle) va former l’intestin primitif. Il restera toutefois une connexion avec le cordon ombilical, c'est le canal vitellin. La somatopleure (futur feuillet pariétal) et la splanchnopleure (futur feuillet viscéral) vont se rejoindre respectivement chacun de leur côté et former deux poches qui portent le nom de cœlome intra-embryonnaire droit et gauche. Il faut imaginer deux ballons qui serrent l’intestin primitif et le canal vitellin. Les portions des ballons qui sont en contact en avant et en arrière de l'intestin primitif forment respectivement les mésentères ventral et dorsal. Ces poches deviendront artificielles par la suite, il n'en restera que la lame de liquide séreux.
Contrairement au mésentère dorsal qui est lui relié à la paroi pariétale postérieure en regard de l'aorte abdominale et aux organes compris entre la portion abdominale de l'œsophage et le rectum abdominal, le mésentère ventral est partiel. Il est présent depuis la face inférieure de la portion antérieur du fascia infra-diaphragmatique (qui est en fait la continuité du fascia du muscle transverse de l'abdomen) jusqu'à la face supérieure de la veine ombilicale. Cette dernière donnera le ligament rond du foie après obturation et participera à la formation du futur ligament falciforme.

Caudalement, au début seule la portion postérieure de l'intestin primitif est reliée au pédicule embryonnaire (futur cordon ombilical) via l'allantoïde, puis c'est le canal vitellin qui viendra s'inclure dans ce pédicule lors de la plicature sagittale. Au-dessus et au-dessous, le feuillet viscéral du canal vitellin et celui de l'allantoïde disparaîtront. Ainsi le cœlome intra-embryonnaire qui était double, devient une poche qui porte le nom de cœlome ombilical. Ainsi le feuillet viscéral de la face inférieure de la veine ombilicale se continue à la face antérieure de l'intestin primitif moyen jusqu'au canal vitellin, enveloppe la vésicule vitelline, revient à la face antérieure de l'intestin primitif moyen : c'est le septum uro-rectal qui prendra le nom de cul-de-sac de Douglas. Enfin, il contourne l'allantoïde et revient à la face antérieure de l'intestin primitif postérieur.
Par la suite, la vésicule vitelline se détache et donne un reliquat du canal omphalomésentérique (diverticule de Meckel) persistant chez 2 % environ de la population générale ; le feuillet viscéral antérieur de l'allantoïde fusionné au feuillet pariétal et l'allantoïde donnera l'ouraque ; latéralement à l'ouraque, les artères ombilicales donneront les ligaments ombilicaux droit et gauche après leurs obturations.
Durant le développement du système digestif, celui-ci effectue une série de rotations et de plicatures dans différents plans. L'œsophage, l'estomac et la portion inférieure à D2 du duodénum font une rotation horaire de 90° dans le plan transversal. L'estomac fait une rotation horaire de 90° dans le plan frontal (formation du grand et du petit épiploon). Le duodénum se plie autour de la tête du pancréas. L'intestin grêle et une partie du gros intestin avance dans le plan sagittal pour former la hernie ombilicale physiologique. Le gros intestin fait ainsi un coude à gauche qui deviendra l'angle splénique. Le côlon transverse se retrouve dans la hernie avec le cæcum à son extrémité (le côlon ascendant et l'angle hépatique ne sont pas encore formés). Cette portion y fait une rotation anti-horaire de 270° dans le plan frontal autour de l'artère mésentérique supérieure. La hernie se résorbe, l'intestin grêle se développe et se plisse pour former ses anses, la portion du côlon qui était en dessous du grêle se retrouve alors au-dessus et vient se plaquer contre la paroi postérieure. Le cæcum descend dans la fosse iliaque droite formant ainsi le côlon ascendant. Le côlon transverse se retrouve au niveau de la boucle duodénale au-dessus de l'artère mésentérique. L'angle splénique et colique remonte légèrement au-dessus du côlon transverse. Le côlon descendant se déplace à gauche et se plaque également contre la paroi postérieure, sa portion inférieure reste plus ou moins fixe dans le plan sagittal et forme ainsi le côlon iliaque dans la fosse iliaque gauche. Le rectum étant centré, le côlon sigmoïde se développe sur la droite pour prendre sa forme de S.
Au niveau des organes, le foie bourgeonne dans le réseau capillaire des veines vitellines dans le septum transversum (futur centre phénique du diaphragme). Il est relié au duodénum par le cholédoque. À partir de se cholédoque, il se forme un diverticule juste en dessous du foie, c'est la vésicule biliaire. Plus distalement, c'est le bourgeon du pancréas ventral (future tête du pancréas) qui se développe dans le petit épiploon. Le bourgeon du pancréas dorsal (future queue du pancréas) se développe dans le mésoduodénum dorsal. Les deux bourgeons vont se rejoindre lors de la rotation horaire de 90° de l'intestin primitif antérieur dans le plan transversal. La rate se développe de manière indépendante dans le mésogastre dorsal.

## Pathologies
- Ascite
- Péritonite
- Hernies : hernie inguinale, hernie abdominale
- Mésothéliome
- Carcinose péritonéale
- Pseudomyxome péritonéal

### Sources
- https://sites.google.com/site/carnetdosteopathie/sciences-fondamentales/anatomie-du-peritoine